# Georgina de Albuquerque
Georgina Moura Andrade de Albuquerque (Taubaté, 4 de fevereiro de 1885 — Rio de Janeiro, 29 de agosto de 1962) foi uma pintora, desenhista e professora brasileira.
Considerada uma das primeiras mulheres brasileiras a conseguir firmar-se internacionalmente como artista, Georgina foi também pioneira na pintura histórica nacional. Tal gênero artístico permaneceu restrito ao universo masculino até 1922, quando a artista expôs a obra Sessão do Conselho de Estado. A composição estética da pintura rompeu com os paradigmas academicistas vigentes ao colocar uma mulher como protagonista de um momento histórico brasileiro.
Além da pintura histórica, a obra de Georgina também apresenta telas de naturezas-mortas, nus artísticos, retratos, cenas do cotidiano, bem como paisagens urbanas, provincianas e marinhas.
Georgina foi ainda a primeira mulher a ocupar a diretoria da Escola Nacional de Belas Artes, no Rio de Janeiro, onde estudou e lecionou.

## Biografia

### Anos de formação (1900-1906)

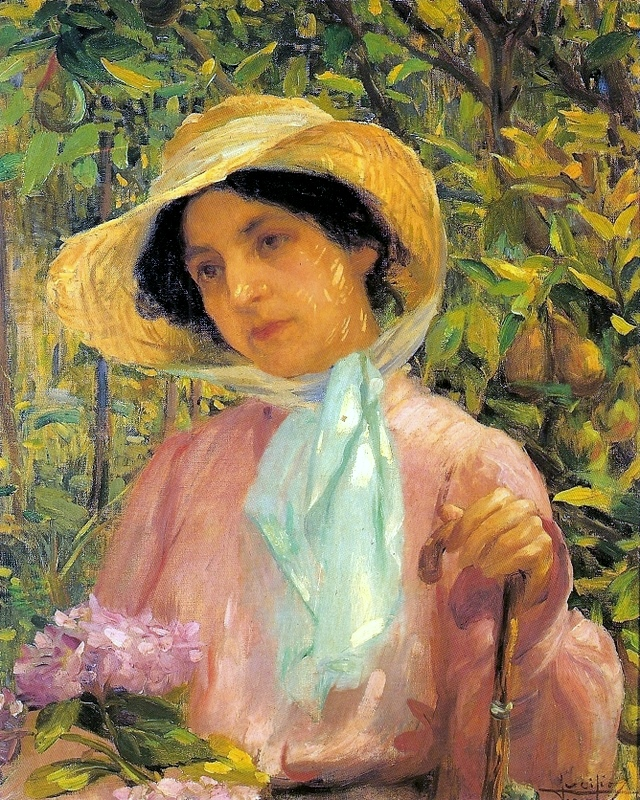
Retrato de Georgina de Albuquerque feito por Lucílio, em 1907

Georgina iniciou os estudos em pintura aos 15 anos, em 1900, na cidade de Taubaté. Sob a tutela do pintor italiano Rosalbino Santoro, que vivia na casa dela, a artista aprendeu os princípios básicos da pintura, como aplicar as leis da perspectiva e as técnicas de mistura de tintas. Como aluna de Santoro, Georgina expôs pela primeira vez, em 1903, na X Exposição Geral de Belas Artes.
Em 1904, aos 19 anos, Georgina mudou-se para a cidade do Rio de Janeiro. Na capital fluminense, ela ingressou na Escola Nacional de Belas Artes, onde foi aluna do pintor Henrique Bernardelli. Irmão do escultor Rodolfo Bernardelli e do pintor Félix Bernardelli, Henrique lecionou na escola até 1906, quando foi substituído por Eliseu Visconti. Um ano após ter ingressado na Escola Nacional de Belas Artes, Georgina participou da XII Exposição Geral, mas sem declarar que pertencia à instituição, destacando apenas o nome do mestre dela, Bernardelli.
Em março de 1906, Georgina casou-se com o pintor piauiense Lucílio de Albuquerque, que ela havia conhecido na Escola Nacional de Belas Artes. Laureado, em 1905, com um prêmio que lhe garantia uma viagem ao exterior, Lucílio foi à França no ano seguinte, acompanhado da esposa, para estudar. Georgina completaria a formação artística dela frequentando a École Nationale Supérieure des Beaux-Arts e as aulas livres da Academia Julian. Ela se tornou a primeira mulher brasileira a obter sucesso nas rígidas avaliações de ingresso da Escola Nacional de Belas Artes francesa.

### Viagem à França (1906-1911)

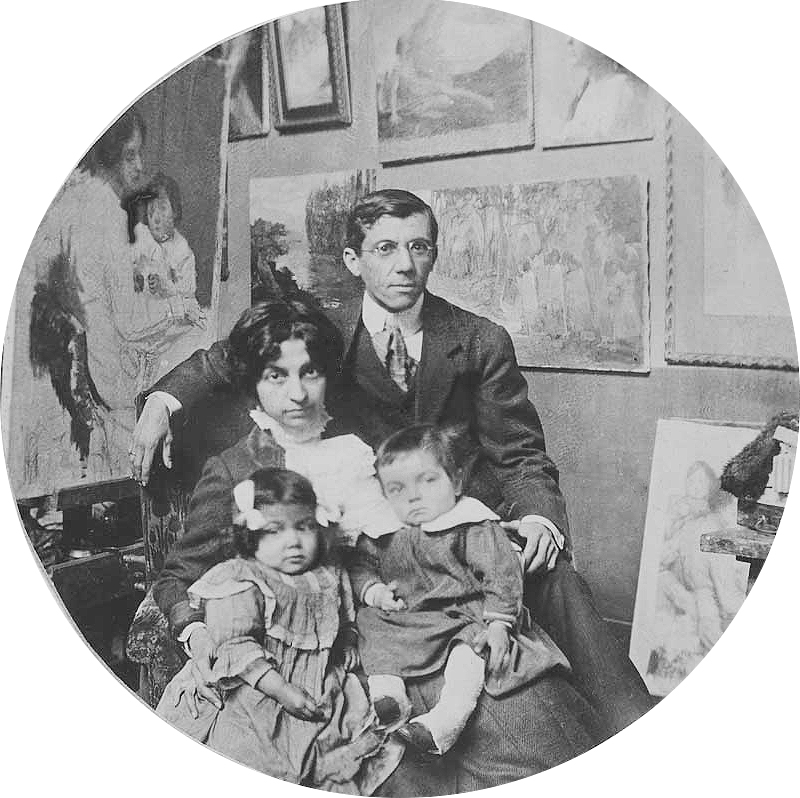
Georgina e Lucílio com os filhos deles

Durante a estadia dela na Europa, a brasileira foi fortemente influenciada pelas técnicas pictóricas impressionistas, nas quais os artistas buscam representar as formas tais como elas se apresentam sob a deformação da luz. Ela e o marido permanecerem por cinco anos em viagem de aprendizado na França.
Embora tenha frequentado as aulas livres dos estúdios de Julian, não subsistiram registros que confirmem a passagem de Georgina pela Academia. O mesmo aconteceu com a escultora brasileira Julieta de França, que foi ao país estudar após vencer o Prêmio de Viagem da Escola Nacional de Belas Artes, em 1900. Isso se deve ao fato de que os arquivos relativos aos ateliês femininos não eram preservados.
Fixada a residência do casal em Paris, Georgina entrou em contato com artistas como Paul Gervais e Decheneau, os quais lecionavam na École Nationale Supérieure des Beaux-Arts. Já na Academia Julian, a pintora paulista conheceu o artista Henry Royer, do qual foi aluna. Tendo como chave da formação o desenho, a Academia Julian exigia "destreza, trabalho e paciência dos seus estudantes", como aponta Ana Paula Cavalcanti Simioni.
A valorização da técnica pictórica do desenho em sua formação teria influenciado, posteriormente, Georgina a redigir a tese acadêmica O Desenho Como Base no Ensino das Artes Plásticas (1942). Nela, a autora defende a noção de que os diferentes estilos e as diferentes épocas das civilizações podem ser caracterizados pelo desenho.
De acordo com o pintor e crítico de arte Quirino Campofiorito, apesar de Georgina ter alcançado o quarto lugar no processo seletivo de ingresso na École Nationale Supérieure des Beaux-Arts, ela não apresentou “igual produtividade” à de Lucílio durante a estadia dos dois em Paris. Para ele, isso pode ser associado ao nascimento dos filhos do casal, uma vez que os encargos domésticos eram irremovíveis à figura materna.

### Maturidade artística
Em 1920, Georgina tornou-se a primeira mulher brasileira a participar de um júri de pintura. Tal fato foi resultado da medalha de ouro que ela recebeu um ano antes, na Exposição Geral de Belas-Artes de 1919. Participar de um jurado de pintura ajudou a pintora paulista a consolidar uma base institucional, assim como uma posição bem-sucedida dentro da Academia.
Um dos anos mais emblemáticos para a maturação do estilo artístico de Georgina de Albuquerque foi 1922. Até então, a pintura histórica brasileira era restrita ao universo masculino. Entretanto, com a obra Sessão do Conselho de Estado (óleo sobre tela, 210 cm por 265 cm), Georgina rompe com esse paradigma, tornando-se a primeira pintora histórica brasileira de que se tem registro.
Em Sessão do Conselho de Estado, a artista apresenta uma visão até então inexplorada sobre as representações da Independência do Brasil. Diferentemente da imagem de um processo de independência heroico (como é o caso de Independência ou Morte (1888), de Pedro Américo de Figueiredo), Georgina procura abordar o episódio da perspectiva de um evento diplomático, realizado dentro de um gabinete, e tendo como figura central uma mulher: a Imperatriz Maria Leopoldina.
No ano de 1927, Georgina passou a fazer parte do corpo da Escola Nacional de Belas Artes como livre-docente. Posteriormente, ela assumiu o posto de catedrática-interina, tornando-se, em 1952, a primeira mulher a ocupar a diretoria da instituição.

## Obra pictórica

### Influência impressionista

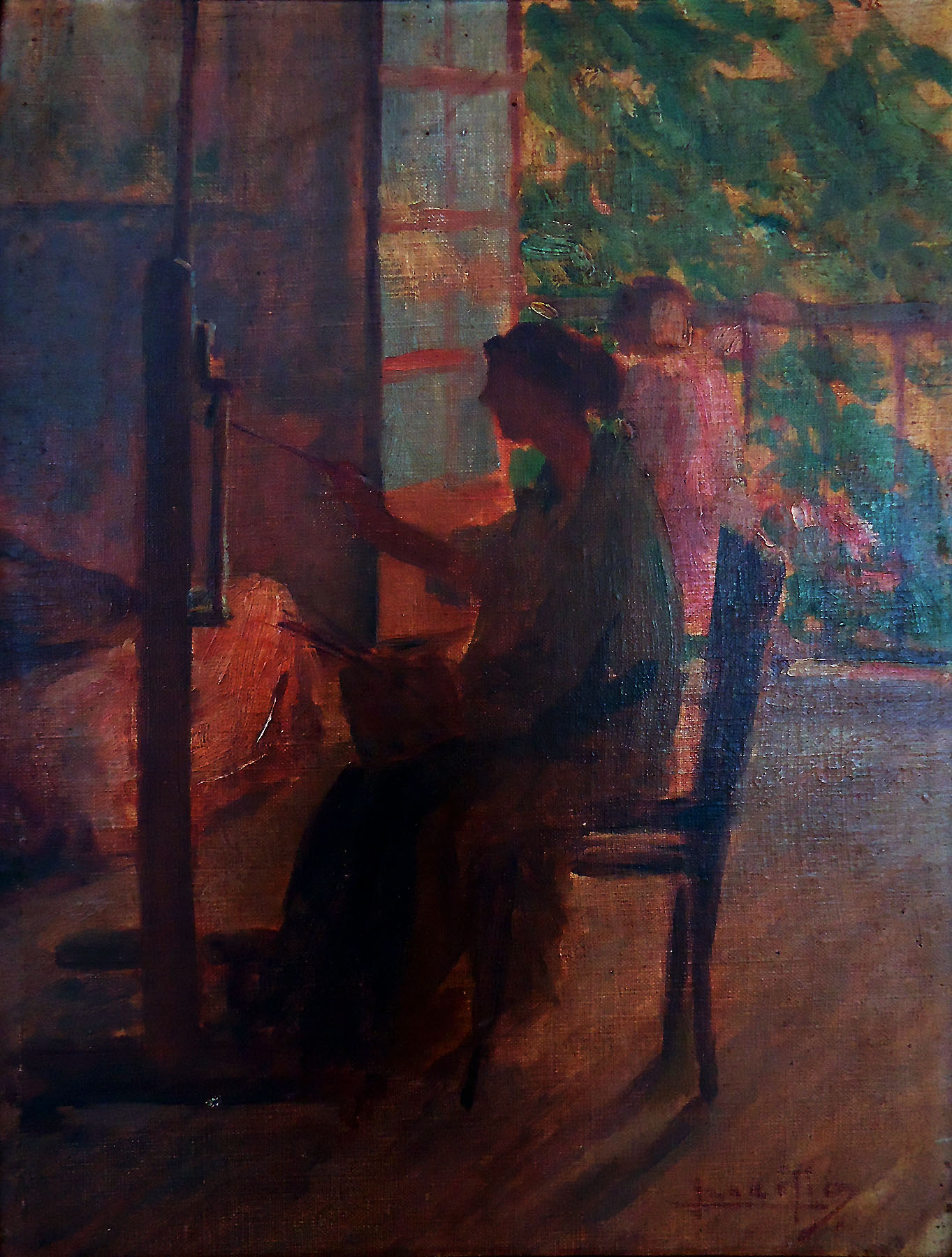
Pintura de Lucílio de Albuquerque, que retrata Georgina pintando, entre os anos de 1910 e 1920

As pinturas de Georgina de Albuquerque trazem, como parâmetro, as técnicas pictóricas do Impressionismo e suas derivações. Isso se manifesta na escolha das paletas de cores, as quais são exploradas por meio das incidências luminosas e da vibração cromática do quadro. As obras da pintora paulista radicada na capital fluminense também são reconhecidas pelo tratamento da cor e pelo domínio do desenho da figura humana. Há ainda, dentro dos trabalhos de Georgina, a prevalência de cores claras, resultantes da pesquisa da artista em relação aos efeitos de sol sobre os corpos humanos, como aponta Angyone Costa.
Em 1911, Georgina retornou ao Brasil acompanhada pelo marido Lucílio e pelos filhos deles. Influenciada pela estética impressionista, a artista passou a reproduzir nos trabalhos dela os ensinamentos recebidos ao longo dos cinco anos em que esteve na Europa. De acordo com Arthur Gomes Valle, a influência da técnica pictórica impressionista pode ser associada ao contato de Georgina com os trabalhos de artistas como Paul Gervais, de quem foi aluna na École Nationale Supérieure des Beaux-Arts.
Para Valle, uma obra de Georgina que representa a influência estética do impressionismo é a pintura Flor de Manacá (Óleo sobre tela, 150 x 130 cm). Nela, a pintora utiliza um tratamento formal baseado na "fatura livre" e "na exacerbação da vibração cromática do quadro". Ainda de acordo com Valle, é possível estabelecer uma relação de parentesco entre o procedimento formal que Gervais empregava em seus quadros e o de Georgina. Conforme explica, a semelhança se evidencia nas pinceladas livres e no caráter "anedótico" das formas que são representadas.
O rótulo de pintora impressionista, comumente dado a Georgina de Albuquerque, é, no entanto, controverso e questionado por críticos de arte como José Roberto Teixeira Leite e Quirino Campofiorito. Para este, o impressionismo europeu foi reproduzido na arte brasileira de forma “diluída”, “sem sua inteira autenticidade”, em um contexto no qual “lhe são adicionados certos preconceitos de técnica e forma”. Portanto, de acordo com Campofiorito, as produções artísticas de Georgina dos anos 1910 não poderiam ser classificadas como desdobramentos da pintura impressionista europeia. Este posicionamento é reafirmado por Teixeira Leite, o qual afirma que a pintora paulista teria apenas um entendimento “singelo” do que seria a técnica pictórica impressionista.
Diante da dificuldade de encaixar Georgina de Albuquerque entre os movimentos artísticos da época, estudiosos e críticos de arte tendem a classificá-la como uma “pintora eclética”. De acordo com Arthur Gomes Valle, essa classificação é, no entanto, reducionista, uma vez que a noção do conceito de ecletismo dentro da pintura do período criativo da artista é vaga e fluida.

### A pintura histórica em Sessão do Conselho de Estado (1922)

#### Pioneirismo e contextualização
A obra Sessão do Conselho de Estado é considerada uma das mais emblemáticas de Georgina de Albuquerque. Pintado a partir da técnica óleo sobre tela, em um panorama de 210 cm por 265 cm, o quadro foi confeccionado em função do edital de Comissão Executiva do Centenário — Secção de Belas Artes, em comemoração aos 100 anos de proclamação de Independência do Brasil. A obra foi exposta pela primeira vez como parte da Exposição de Arte Contemporânea e Arte Retrospectiva do Centenário da Independência, inaugurada em 12 de novembro de 1922. Atualmente, encontra-se no Museu Histórico Nacional, no Rio de Janeiro.
A produção da pintora paulista é considerada pioneira por diversos aspectos. Além de ser a primeira pintura histórica feita por uma mulher, Sessão do Conselho de Estado apresenta o episódio de Independência do Brasil como um evento diplomático realizado dentro de um gabinete, em vez de retratá-lo como um evento histórico triunfal, marcado pelas cenas de guerra em que se destaca a figura heróica masculina.
De acordo com a pesquisadora Ana Paula Cavalcanti Simioni, o quadro transita entre “discretas ousadias e convenções”. Para ela, isso se deve ao fato de que, pela primeira vez, Georgina de Albuquerque se aventurou a pintar uma tela com motivo heróico, no qual ela deslocava o ato da independência — heroicamente retratado pelas figuras masculinas em Independência ou Morte, de Pedro Américo — para o interior de um gabinete, dando protagonismo político à figura feminina e contrariando certas expectativas que até então serviam de respaldo à visão dos elementos que deveriam aparecer em uma pintura histórica. No entanto, Simioni atribui à obra certo “conservadorismo” em relação à forma e à técnica utilizadas. Isto, por sua vez, pode ser atribuído ao viés academicista dado por Georgina de Albuquerque às suas obras.
É possível ainda analisar Sessão do Conselho de Estado partindo de um viés feminista, uma vez que o ano de 1922 foi marcado pela luta feminina em obter o direito ao voto e à cidadania plena. Nesse ano, ocorreu no Brasil o Primeiro Congresso Feminista, organizado por Bertha Lutz, responsável também por fundar, em 1922, a Federação Brasileira pelo Progresso Feminino.
Simioni chama atenção ao fato de que a obra de Georgina de Albuquerque surge em um momento histórico-social no qual as mulheres que desejavam seguir a carreira artística enfrentavam dificuldades de gênero. Isso se devia ao caráter excludente do sistema acadêmico, que impedia alunas de frequentarem aulas de desenho e estudo do nu artístico, fase fundamental para a formação da carreira do artista. Dentro desse contexto, Vicentis defende que a composição de Sessão do Conselho de Estado oferece respaldo à luta feminista pelo reconhecimento do direito da mulher ao voto e à cidadania plena ao retratar, pela primeira vez, uma mulher decidindo os rumos da política do Brasil.

#### Composição estética

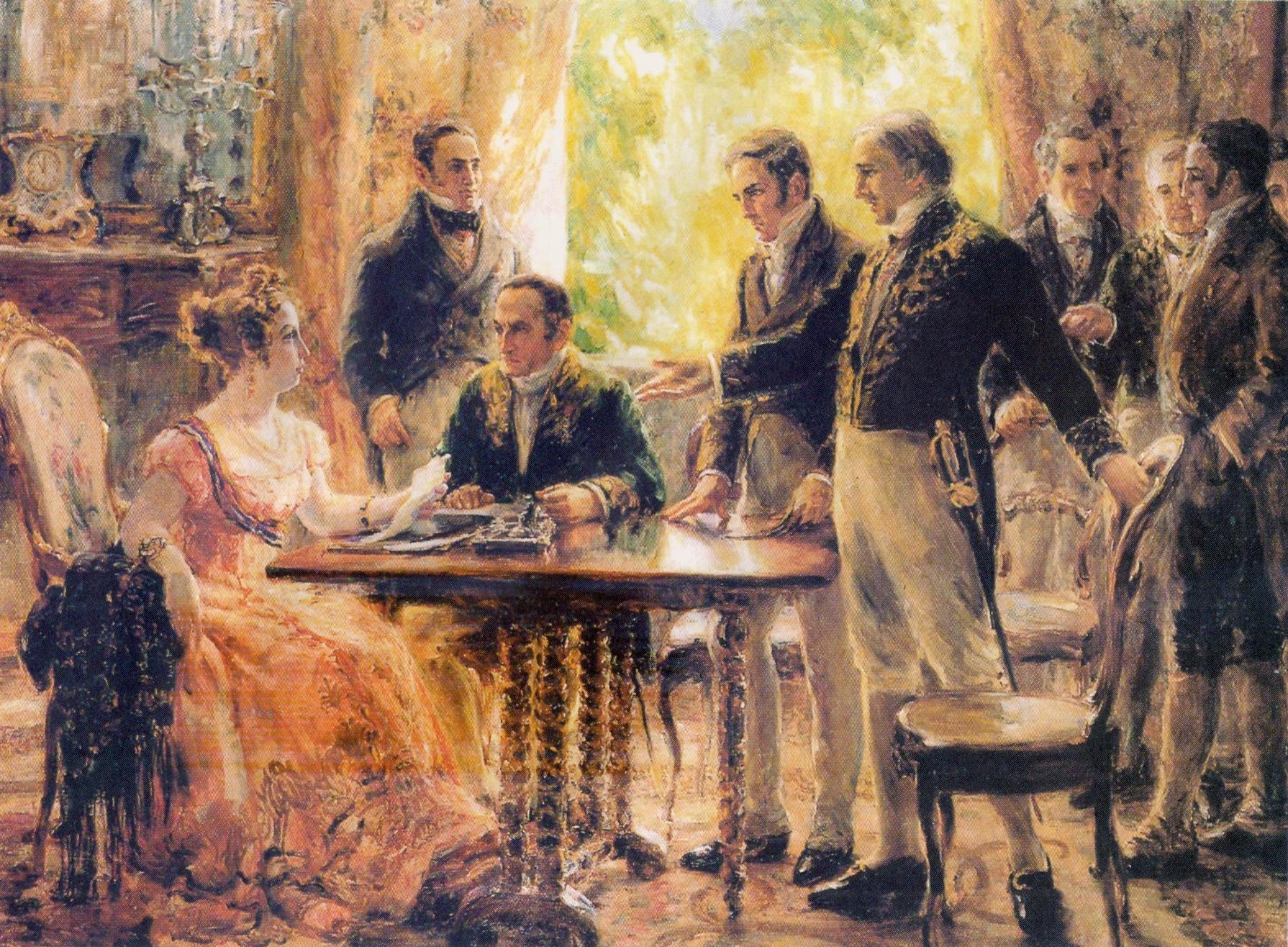
Sessão do Conselho de Estado (1922)

Para produzir Sessão do Conselho de Estado, Georgina buscou retratar um acontecimento que colocasse a princesa regente Maria Leopoldina como apoiadora da libertação do Brasil em relação à Corte Portuguesa. Para isso, a artista recorreu a fontes do Instituto Histórico e Geográfico Brasileiro como forma de fundamentar sua pesquisa para compor o episódio.
Como aponta Paulo de Vicentis na dissertação Pintura Histórica no Salão do Centenário da Independência do Brasil (2015) é possível traçar semelhanças entre a aparência física de Maria Leopoldina na obra de Georgina com um perfil da imperatriz feito por Jean-Baptiste Debret, o qual se encontra na publicação Voyage Pitoresque et Historique au Brésil (1836).
O quadro apresenta Maria Leopoldina em uma sala com seus Conselheiros de Estado. Sentada em uma cadeira de alto espaldar, ela traz às mãos os despachos da Corte, que entre outras medidas exigiam o retorno de D. Pedro I a Portugal e que fosse restabelecido o controle exclusivo colonial.
Além de Maria Leopoldina, também estão representados na obra: José Bonifácio de Andrada e Silva (em pé e diante da Princesa), Martim Francisco de Andrada e Silva (sentado no lado contíguo da mesa em que Maria Leopoldina se encontra), José Clemente Pereira (atrás de Martim Francisco), Caetano Pinto de Miranda Montenegro, Manoel Antonio Farinha, Lucas José Obes (o Conselheiro Obes) e Luiz Pereira da Nóbrega.

#### Recepção
À época, a obra foi bem recebida pela crítica de arte brasileira. Ercole Cremona (pseudônimo de Adalberto de Mattos) escreveu sobre Sessão do Conselho de Estado para a revista Illustração Brasileira: “Georgina de Albuquerque apresenta a Sessão do Conselho de Estado que decidiu a independência, um bello trabalho inspirado nos conceitos de Rocha Pombo: [...] Georgina de Albuquerque emprestou toda a sua grande alma, todo o seu sentimento e a maravilhosa technica ao quadro, onde há figuras movimentadas e bem desenhadas, attitudes resolvidas e gammas resolvidas com grande saber.”
A Revista da Semana, por sua vez, escreveu que o tema tratado por Georgina de Albuquerque no quadro foi realizado “em tela de grandes dimensões, inclinadas ao gosto moderno, alegre aos olhos pela polychromia, grata aos animos pelo assumpto.” No entanto, uma crônica divulgada em O Jornal, para o Salão de 1922, o autor declarava que à obra faltava "mais caráter para a figura de José Bonifácio". Além disso, ele também afirmava que "o fundo do quadro não se apresenta plenamente resolvido, mas o conjunto se equilibra de maneira muito apreciável."